# 珀斯 (紐約州)
珀斯（英語：Perth）是一個位於美國紐約州富爾頓縣的鎮。

## 人口
根據2020年美國人口普查的數據，珀斯的面積為67.63平方千米，當中陸地面積為67.56平方千米，而水域面積為0.06平方千米。當地共有人口3584人，而人口密度為每平方千米53人。